# Jeanine Jackson
Pour les articles homonymes, voir Jackson.
Jeanine Jackson, née en 1949, est une diplomate américaine, un haut-cadre du service étranger et un colonel à la retraite de l'armée de réserve des États-Unis, originaire du Wyoming. 
Elle a été ambassadrice américaine au Burkina Faso de 2006 à 2009, puis au Malawi de 2011 à 2014. Elle avait auparavant servi comme diplomate en Suisse, au Nigeria, en Arabie saoudite, à Hong Kong, au Kenya et en Afghanistan.

## Biographie
Elle est diplômée d'un Master Degree en Business Administration et d'un Bachelor Degree en Art Education. Son mari, Mark, est un haut cadre retraité du service étranger et aussi retraité comme colonel de réserve de l'armée des États-Unis.
Madame Jackson a joué un rôle principal dans les activités relatives à la création, l'adaptation, la reconstruction et la réouverture de plusieurs ambassades. Comme gestionnaire des affaires administratives de l'ambassade des États-Unis en Union soviétique jusqu’au moment de sa dissolution, elle a ensuite géré depuis Washington la création d'ambassades dans 14 nouveaux pays.
À Hong Kong, elle a créé des programmes pour protéger les intérêts des civils et militaires du gouvernement des États-Unis et des employés locaux, au moment de la transition entre l'administration britannique et le gouvernement de Pékin. Après les attentats d'al-Qaida au Kenya (1998), elle a servi comme gestionnaire des services généraux de la plus grande ambassade en Afrique et a joué un rôle principal dans la reprise des opérations et infrastructures. En Afghanistan en 2001, elle a dirigé l'équipe qui a rouvert l'ambassade des États-Unis et ensuite, a servi comme chargée d'affaires. Plus tard, elle est retournée à Kaboul comme conseillère de gestion administrative et financière de l'ambassade. Plus récemment, elle était la coordinatrice de gestion, responsable pour le rétablissement de l'ambassade des États-Unis à Bagdad.
Avant d'entrer au service étranger, Madame Jackson a travaillé à Saigon comme fonctionnaire dans le bureau de l'attaché de Défense. Elle a plus tard servi 10 ans comme officier en service de l'armée, principalement en Allemagne et en Corée.